# Hwang Won-tak
Hwang Won-tak (koreanisch 황원탁) (* 26. November 1938 in Kangwon-do Pyongchang) ist ein südkoreanischer Diplomat.

## Leben
1962 erwarb er ein Diplom an der Korea Military Academy und war in den Streitkräften Südkoreas und in deren Generalstab tätig. 1981 besuchte er die Southern California University, 1993 die Yonsei University. 1995 trat er im Rang eines Generalmajors aus dem Militärdienst aus. Es schloss sich von 1995 bis 1996 eine Tätigkeit im südkoreanischen Außenministerium an. Von 1996 bis 1999 war er als südkoreanischer Botschafter in Panama eingesetzt. Er ging dann 1999 als Sekretär in das Ministerium für auswärtige Angelegenheit und Handel zurück nach Südkorea. Es schloss sich eine Verwendung im präsidialen Sekretariat für Nationale Sicherheit und Außenpolitik und beim Militär an. Im Jahr 2000 ging er als Botschafter nach Deutschland. Diese Funktion hatte er bis 2003 inne.